# ستيفانو بيس
ستيفانو بيس (بالإنجليزية: Stefano Pace)‏ هو فيلسوف مالطي، ولد في 1695 في مالطا، وتوفي بنفس المكان في 1735.